# Eleccions legislatives de São Tomé i Príncipe de 1975
Les eleccions legislatives de São Tomé i Príncipe de 1975 van tenir lloc en 12 de juliol de 1975, poc després que el país proclamés la seva independència.
Al nou estat es va establir un sistema unipartidista amb el Moviment per l'Alliberament de São Tomé i Príncipe com a únic partit legal, de manera similar a les altres excolònies portugueses (Angola, Moçambic, Guinea Bissau, Cap Verd). El partit es va atribuir la totalitat dels 16 escons de l'Assemblea Constituent. El seu secretari general Manuel Pinto da Costa fou nomenat president del país i el representant d'exteriors Miguel Trovoada primer ministre.